# Manuel Rodríguez Araneda
Manuel Rodríguez Araneda (Santiago, 18 de janeiro de 1938 – Santiago, 26 de setembro de 2018) foi um futebolista chileno. Ele competiu na Copa do Mundo FIFA de 1962, sediada no Chile.